# ミズスギ

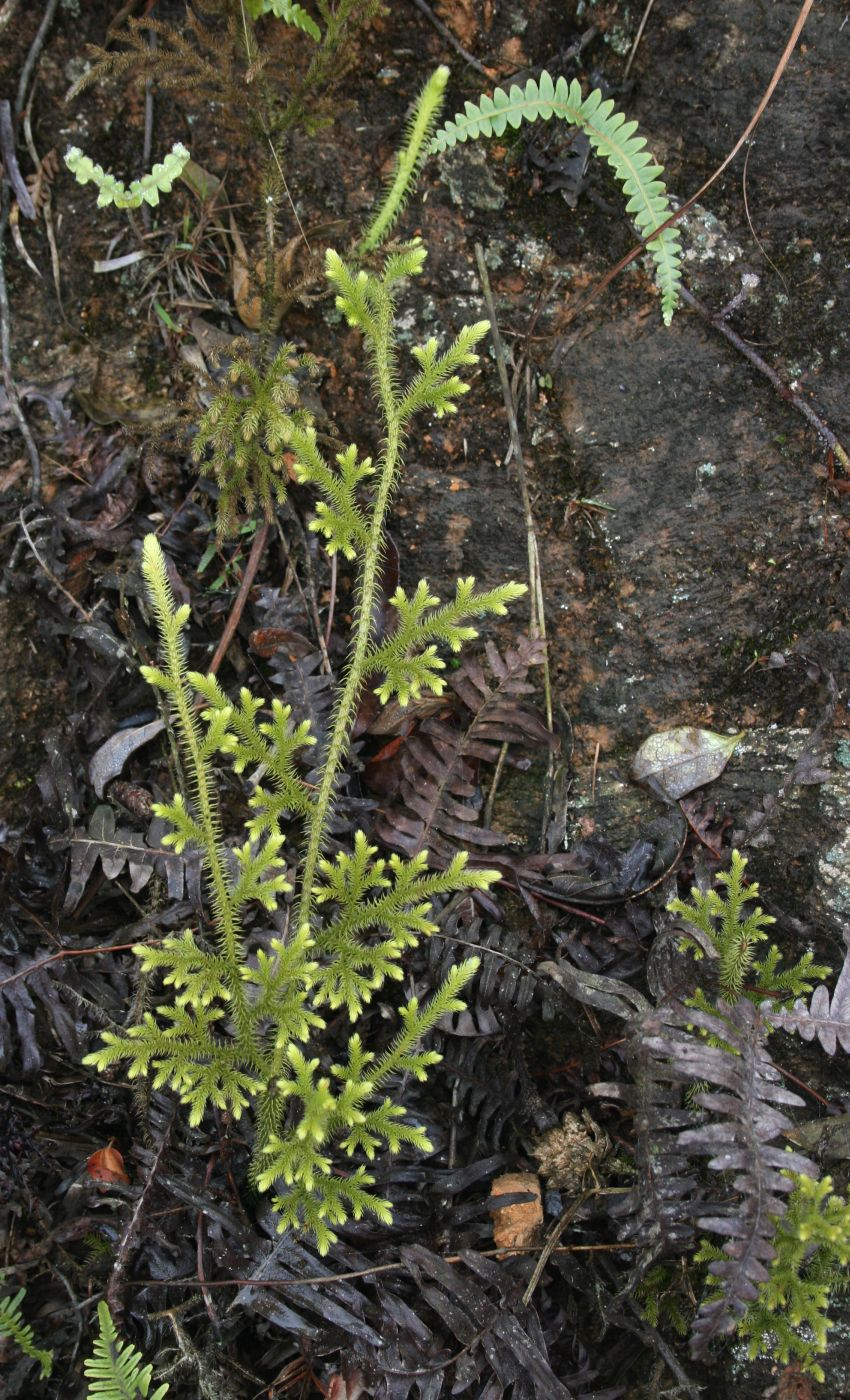
匍匐茎

ミズスギ Lycopodiella cernuum はヒカゲノカズラ科のシダ植物。コケを大きくしたような姿の植物。匍匐茎と直立茎を持ち、直立茎は大きくなると針葉樹にも似た姿になる。

## 特徴
常緑性の多年生草本。細長い茎を伸ばし、その表面に多数の針状の葉をつける。匍匐茎は地表を横に這い、時に不規則に分枝する。ジャンプするように要所要所で地について根を下ろし、また所々から直立茎を立てる。直立茎は立ち上がり、よく分枝して樹木のような形になる。直立茎は日本の暖地では高さ30cmから、時に50cmにもなる。
葉は緑色で全て細い針のように見え、茎全体に生えている。匍匐茎の葉はやや密について、披針形から長楕円形で長さは3-7mm、幅は1.3-2.1mm、先端は尖り、縁は滑らかで中肋は不明瞭。直立茎の主茎は葉を含んで径5-9mm、その小枝は葉を含んで径3-5m。小枝の葉は線状披針形で縁は滑らか、柔らかで先端が内向きに曲がることが多く、長さ3-5mm、幅0.3-0.7mm。
胞子嚢穂は直立茎の小枝の先端に1-2個ずつ生じて下を向いて着く。柄はなくて卵形をしており、長さ3-10mm、幅2.5-3mm。胞子葉は密生し、色は淡く、広卵形で先端は鋭く尖り、縁には細かな突起が並ぶ。奉仕は上面が滑らかで下面は網状の隆起がある。
和名は水杉の意で、湿地に生え、杉の葉に似ることに依る。

## 分布
世界の熱帯から亜熱帯に広く分布する。日本では本州の伊豆半島、東海地方以西から四国、九州、伊豆諸島、小笠原諸島、琉球列島に分布している。それ以北では石川県、富山県、長野県、神奈川県で限られた分布が知られ、それ以北でも北海道東部まで例外的な分布地が知られる。
本州中部以北の地域では、北海道登別温泉などの温泉噴出孔付近など、特に暖かいところで生育している場所がある。箱根山大涌谷にもかつてあったが、関東大地震の後に冷却してしまい、全滅したという。
なお、北の方では小型で、南に行くほど大きくなる。北海道や本州中部に見られるものは、直立茎は10cmかそれ以下にしかならず、ほとんど匍匐茎のみとなる。また冬季にはほとんどが枯死して、匍匐茎の先端部だけが越冬する。より南では常緑であり、さらに熱帯域では大きくなって直立茎の背丈が1mを超え（2m近くに達するとも）、その姿はまるでクリスマスツリーのようだという。

## 生育環境
日当たりのいい湿地や切り通しなどに生える。日のよく当たる湿った斜面では群生が見られることがある。
火山帯の硫酸酸性土壌における低pHや高Al環境に超ストレス耐性を持ち、他の植物が生えられない場所でときに純群落を作る。

## 分類
ヒカゲノカズラ科の大部分をヒカゲノカズラ属にまとめるのが比較的伝統的な扱いで、その立場では本種はヒカゲノカズラ属に含まれる。その場合の学名は Licopodium cernuum で、記載時はこれであった。しかし、細分する立場からミズスギ属を立てる説もあり、その場合は　Palhinhaea cerunuum である。ここではYListに従ってヤチスギラン属としてある。
広域分布種であるので、地域による変異は多く見られ、名前の与えられたもの多いが、その範囲等は明確でない。

### 類似種など
ヒカゲノカズラ科に属するもので地上を這うタイプの中で、日本産では胞子嚢穂を下向けに出すものは他にない。
一見ではヒカゲノカズラは比較的似ている。もちろん胞子嚢穂付近の形態ははっきり異なるが、栄養体においても本種の方が淡緑色で軟らかく、繊細で『女性的』な印象がある。また、地上茎が倒れて先端で着根し、新たな芽を出すことはあるが、ヒカゲノカズラのように長く地上を横に這うことはない。

## 利害
特に害はない。生け花材料とすることがある。

## 保護の状況
環境省のレッドリストには特に取り上げられていない。都道府県別では、分布北限域での指定が目立ち、特に岩手県、秋田県、千葉県、神奈川県、長野県、石川県で絶滅危惧I類に指定されている。これらの北部地域では温泉や火山に関わる噴気孔周辺に生育しているもののようで、その活動などの状況如何が絶滅につながる。